# Claude Noël
Claude Noël (* 31. Oktober 1955 in Kirkland Lake, Ontario) ist ein ehemaliger kanadischer Eishockeyspieler und heutiger -trainer. Zuletzt war er Cheftrainer der Winnipeg Jets aus der National Hockey League.

## Karriere

### Spielerkarriere
Noël begann seine Juniorenkarriere im Jahr 1974 bei den Kitchener Rangers aus der Ontario Major Junior Hockey League, der heutigen Ontario Hockey League. Nachdem ihn kein NHL-Team gedraftet hatte, unterzeichnete der Center seinen ersten Profivertrag mit den Buffalo Norsemen aus der North American Hockey League. Da das Team aber nach einer Saison den Spielbetrieb einstellte, wurde Noël vor der Saison 1976/77 von den Hershey Bears aus der American Hockey League verpflichtet. Dort etablierte er sich bereits in seiner Debütsaison als Stammspieler der Mannschaft und konnte zwei Jahre später mit 30 Toren und insgesamt 80 Scorerpunkten neue persönliche Bestleistungen aufstellen.
In der Saison 1979/80 wurde Noël als Free Agent von den Washington Capitals aus der National Hockey League unter Vertrag genommen. Dort absolvierte er allerdings nur sieben Spiele, in denen er punkt- und straflos blieb, bevor er wieder nach Hershey in die AHL zurückkehrte. Mit 19 Punkten in 16 Play-off-Spielen verhalf der Center der Mannschaft schließlich zum Gewinn des Calder Cups.
Nach vier Jahren bei den Hershey Bears kehrte Noël der AHL den Rücken und wechselte zum Schweizer Erstligisten SC Bern in die Nationalliga A. Dort bestritt er allerdings nur 26 Spiele und konnte auch mit 24 erzielten Punkten den Abstieg der Mannschaft aus der ersten Liga nicht verhindern. Daraufhin kehrte er nach Nordamerika zurück und unterzeichnete vor der Saison 1982/83 einen Vertrag mit den Toledo Goaldiggers aus der International Hockey League. Mit 124 erzielten Punkten war er dort hinter Dirk Graham der zweitbeste Scorer seines Teams. Nach Ende der Saison wurde er schließlich mit der James Gatschene Memorial Trophy für den besten Spieler der Saison ausgezeichnet. Auch in den Play-offs konnte die Mannschaft ihre Leistungen aus der regulären Saison fortsetzen und so den Turner Cup gewinnen. Im folgenden Jahr zog es den Center aber erneut nach Europa, diesmal zum Salzburger EC nach Österreich, bevor er nach einer Spielzeit wieder nach Toledo zurückkehrte. 1985 wechselte er innerhalb der Liga zu den Kalamazoo Wings. Nach zwei Saisons mit der Mannschaft unterzeichnete er einen Einjahresvertrag bei den Milwaukee Admirals, bevor er seine Karriere schließlich dort beendete.

### Trainerkarriere
Bereits 1984/85 war Claude Noël als Spieler bei den Toledo Goaldiggers auch als Assistenztrainer tätig. Nach seinem Karriereende als Spieler begann er als Assistenztrainer bei den North Bay Centennials in der Ontario Hockey League, bevor er 1990 seinen ersten Posten als Cheftrainer bei den Roanoke Valley Rebels aus der ECHL erhielt. In der folgenden Saison wurde er vom Ligakonkurrenten Dayton Bombers verpflichtet und trainierte die Mannschaft zwei Jahre lang.
Im Sommer 1993 wechselte Noël als Assistent zu seiner ehemaligen Mannschaft nach Kalamazoo, wo er nach zwei Saisons zum Cheftrainer der inzwischen in Michigan K-Wings umbenannten Mannschaft aufstieg. Nachdem er dort nach Ende der Saison 1997/98 entlassen worden war, stellte ihn ein weiteres ehemaliges Team aus der IHL, die Milwaukee Admirals, zunächst ebenfalls als Assistenztrainer ein. Die Mannschaft, die 2001 in die American Hockey League wechselte, trainierte er drei Saisons, bis er für eine Spielzeit von den Toledo Storm aus der ECHL verpflichtet wurde. Dort erhielt er nach Ende der Saison den John Brophy Award, der jährlich an den besten Trainer der Liga vergeben wird. Noël kehrte daraufhin trotzdem nach Milwaukee in die AHL zurück und erhielt dort eine Anstellung als Cheftrainer. Dort konnte er mit dem Team insgesamt 46 Siege aus 80 Spielen einfahren, womit es die reguläre Saison als beste Mannschaft abschloss. Auch in den Play-offs konnten die Admirals ihren Erfolg fortsetzen und schließlich den Calder Cup gewinnen. Noël erhielt daraufhin den Louis A. R. Pieri Memorial Award als bester Trainer der AHL-Saison. Auch in den folgenden drei Spielzeiten konnte sich sein Team stets für die Play-offs qualifizieren und 2006 erneut das Finale erreichen.
Vor der Saison 2007/08 erhielt Claude Noël seine erste Anstellung in der National Hockey League, als er von den Columbus Blue Jackets als Assistenztrainer eingestellt wurde. Als im Februar 2010 der bisherige Cheftrainer Ken Hitchcock aufgrund anhaltender Misserfolge entlassen wurde, übernahm Noël seinen Posten bis zum Ende der Saison und stand so 24 Spiele in Columbus hinter der Bank. Nachdem die Blue Jackets einen neuen Trainer gefunden hatten, verpflichteten ihn die Manitoba Moose aus der AHL als Cheftrainer.
Als vor der Saison 2011/12 die Umsiedlung der Atlanta Thrashers nach Winnipeg bekannt wurde, übernahmen die neuen Winnipeg Jets Noël als Cheftrainer ihres NHL-Teams von den Moose. Dort verpasste er jedoch in seinen beiden ersten Spielzeiten die Play-offs und wurde im Januar 2014 nach insgesamt 177 Spielen als Cheftrainer entlassen. Er wurde durch Paul Maurice ersetzt.

## Erfolge und Auszeichnungen

### Als Spieler
- 1980 Calder-Cup-Gewinn mit den Hershey Bears
- 1983 IHL Second All-Star Team
- 1983 James Gatschene Memorial Trophy
- 1983 Turner-Cup-Gewinn mit den Toledo Goaldiggers

### Als Trainer
- 2003 John Brophy Award
- 2004 Louis A. R. Pieri Memorial Award
- 2004 Calder-Cup-Gewinn mit den Milwaukee Admirals

## Spielerstatistik
(Legende zur Spielerstatistik: Sp oder GP = absolvierte Spiele; T oder G = erzielte Tore; V oder A = erzielte Assists; Pkt oder Pts = erzielte Scorerpunkte; SM oder PIM = erhaltene Strafminuten; +/− = Plus/Minus-Bilanz; PP = erzielte Überzahltore; SH = erzielte Unterzahltore; GW = erzielte Siegtore; 1 Play-downs/Relegation; Kursiv: Statistik nicht vollständig)